# Чечуйский район
Чечуйский район — район, существовавший в Сибирском крае РСФСР в 1926—1929 годах. Центр — село Чечуйское.
Чечуйский район был образован 29 июня 1926 года в составе Киренского округа Сибирского края на территории бывшей Чучуйской волости Киренского уезда Иркутской губернии.
Район по данным 1926 года включал 15 сельсоветов (Алексеевский, Алымовский, Банщиковский, Березовский, Дарьинский, Дубровский, Ичерский, Кондрашкинский, Коршуновский, Паршинский, Петропавловский, Подволошинский, Пущинский, Чечуйский и Чуйский) и 65 селений.
В 1929 году Чечуйский район был упразднён, а его территория передана в новый Киренский район